# Samuel Abraham von Renner
Samuel Abraham von Renner (* 1. Dezember 1776 in Bad Schinznach, Berner Aargau; † 4. Juli 1850 in Bad Mergentheim, Württemberg) war ein in Bayern tätiger schweizerisch-württembergischer Landwirtschaftsreformer.

## Leben

### Kaiserlich-königlicher Kavallerieoffizier

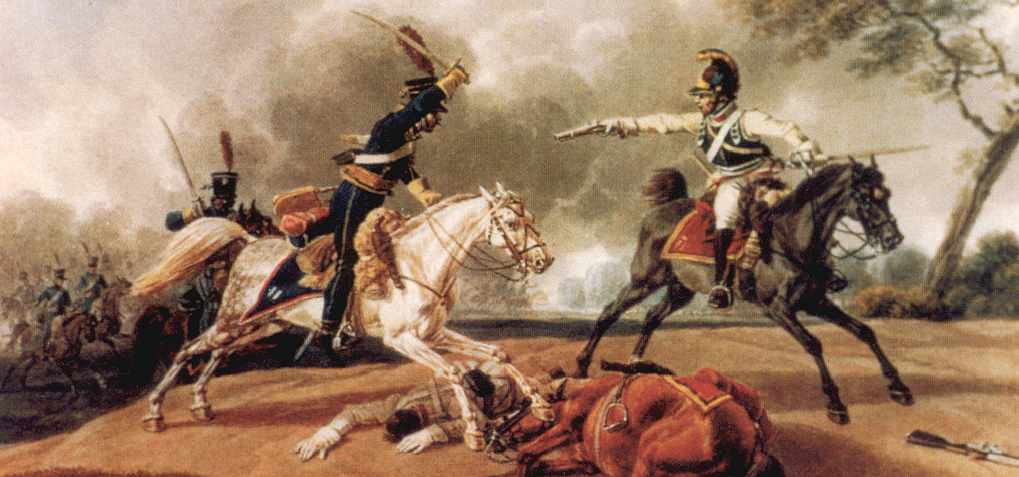
Wilhelm von Kobell: Kaiserlich-königlicher Kürassier im Kampf mit französischen Husaren (1805).

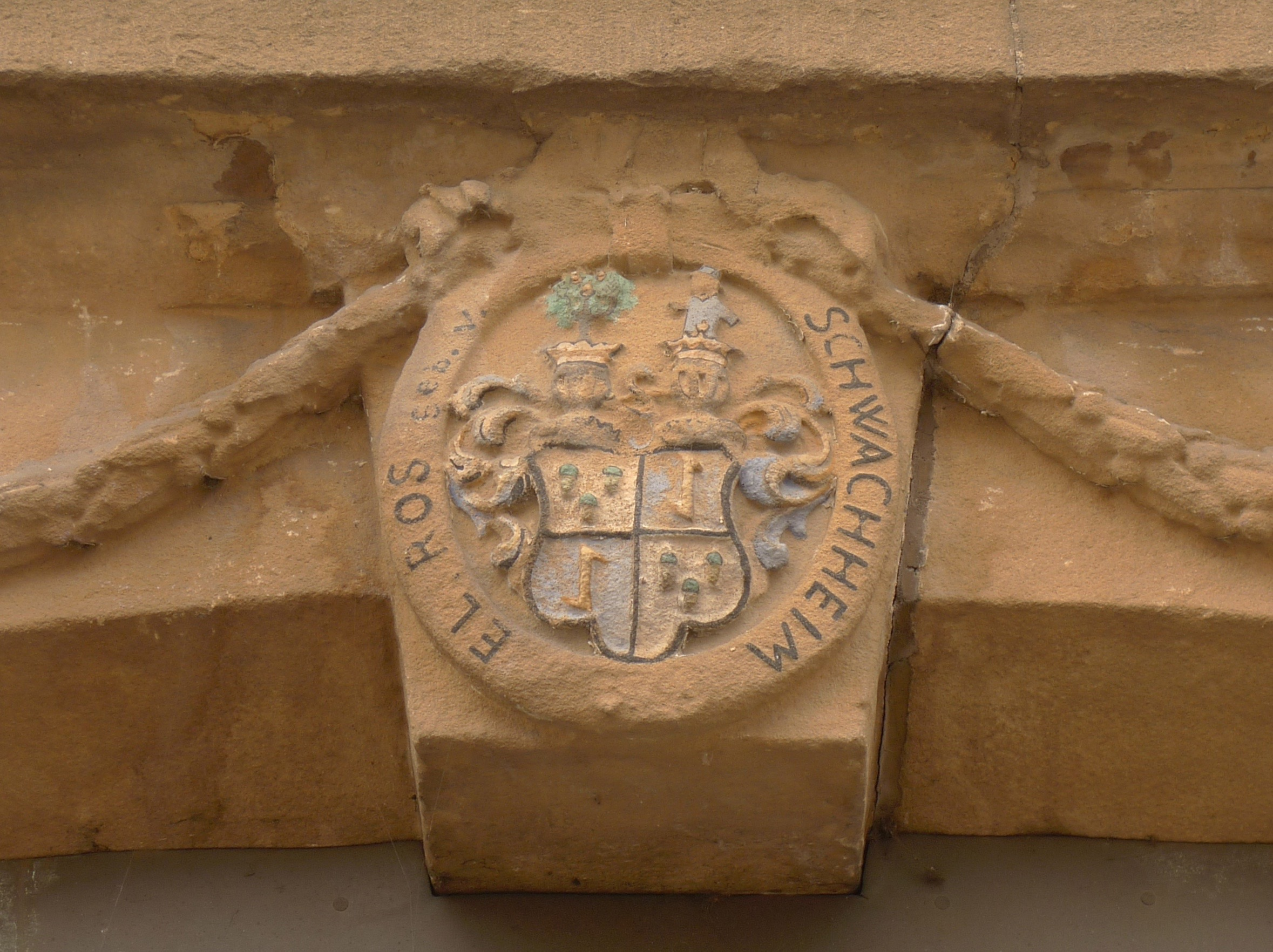
Wappen von Renners Tante und Schwiegermutter Elisabeth Rosine Mörike geborene von Schwachheim (1742–1808), Mörike-Apotheke, Neuenstadt am Kocher.

Seine Eltern waren Johann Anton Renner (1743–1800) aus Nidau im Kanton Bern und dessen Ehefrau Henriette geborene von Schwachheim (1746–spätestens 1802). Der Vater besass Bad Schinznach zu Füssen der Habsburg, das ihm Renners Grossvater Franz Daniel Freiherr von Schwachheim (1708–frühestens 1794) überschrieben hatte. Dank der Protektion seines Onkels General Sigmund Freiherr von Renner (1727–1800) wurde der 16-jährige Samuel Abraham im Ersten Koalitionskrieg Fähnrich bei den kaiserlich-königlichen Karabiniers. Gleich an die Front am Rhein verlegt, war er ein Jahr später schon Oberleutnant. Auch den Zweiten Koalitionskrieg machte er mit. Er wurde Rittmeister bei den Kürassieren, dann bei den Husaren. Haupterbe des erwähnten Onkels, liess er sich mit 26 Jahren als Major in den Ruhestand versetzen und heiratete eine Cousine, die Apothekerstochter Friederike Mörike (1780–1850) aus Neuenstadt am Kocher (Württemberg). Es blieben ihm dreizehn Wunden, worunter ein zerschmetterter Kiefer.

### Von Württemberg nach Bayern
Als Duzfreund des enteigneten Fürsten Karl Albrecht III. zu Hohenlohe-Waldenburg-Schillingsfürst erwarb Renner 1808 die ehemals hohenlohische Domäne Hohebuch bei Waldenburg (Württemberg). 1815–1817 vertrat er das Oberamt Öhringen (Jagstkreis) in den Landständen des Königreichs. 1817 holte ihn sein Cousin Hieronymus von Meyer nach Bayern, wo auch sein Onkel Oberst Friedrich Freiherr von Schwachheim (1752–1828), pensionierter Direktor der Militärakademie in München und Bruder des bayerischen Diplomaten Franz Rudolf Freiherr von Schwachheim (1731–1804), lebte. Meyer verkaufte ihm das Klostergut Polling im sogenannten Pfaffenwinkel. Um es erwerben zu können, musste Renner bei einem Basler Bankhaus einen grossen Kredit aufnehmen und sich zur Zahlung einer Leibrente an Meyer verpflichten. Hohebuch behielt er vorerst. 1819 kandidierte er ein weiteres Mal für den württembergischen Landtag, wurde aber zur Zielscheibe der Liberalen und schaffte die Wahl nicht.

### „Musterwirthschaft für dasige Gegend“

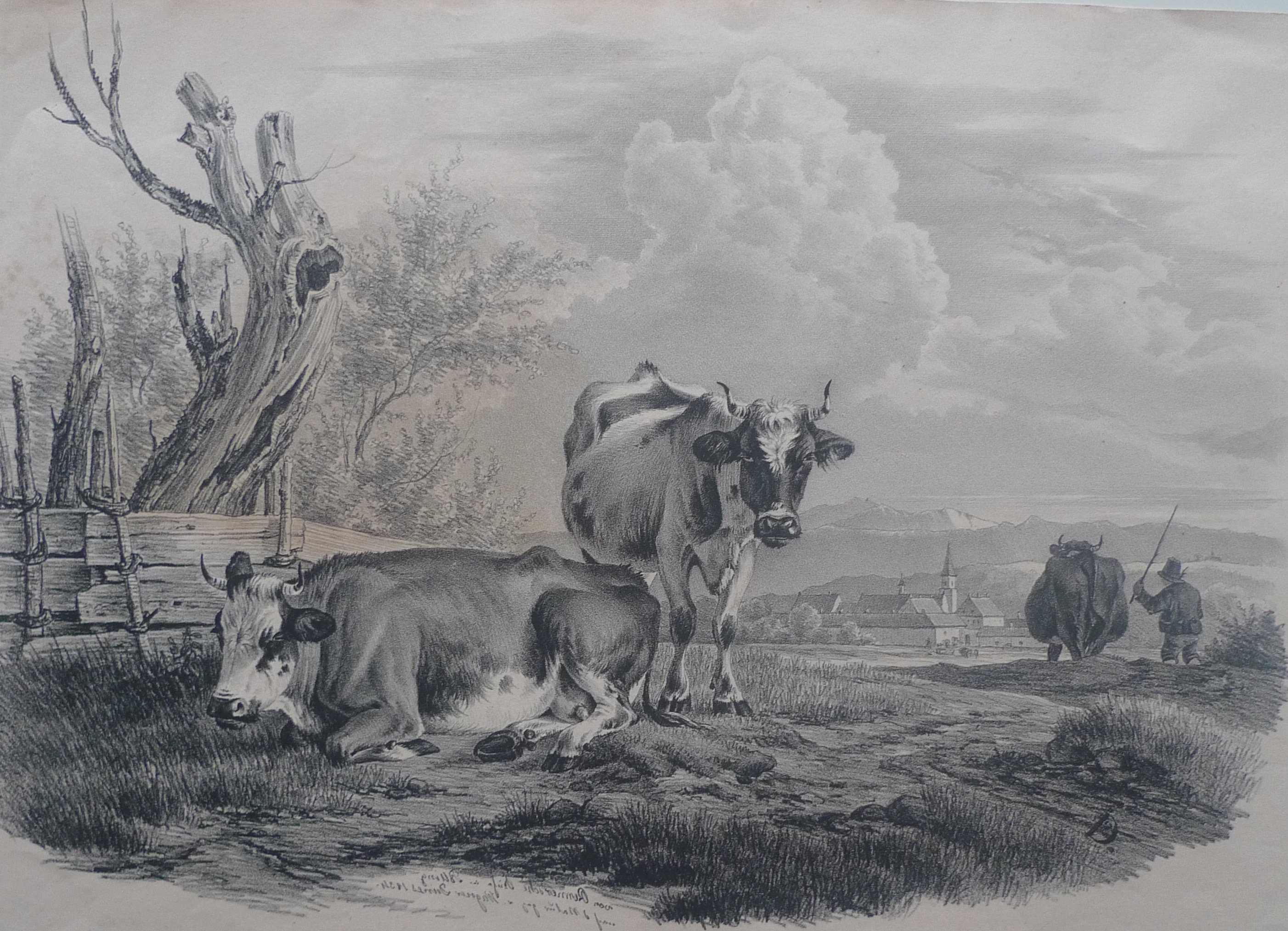
Johann Wagner-Deines: von Rennerische Kühe in Polling (Lithografie, 1834).

In der Folge machte Renner Polling zu einer landwirtschaftlichen Versuchsanstalt. 1821 berichte Heinrich von Nagel über einen Besuch bei dem „großen Oekonomen“ in Polling: „Wie staunte ich, da ich in meinem Leben viele Milchwirthschaften und Schweitzereien gesehen habe, als ich das schönste, gesündeste Vieh hier antraf.“ Die Kühe seien aus dem Kanton Uri und gäben täglich 23 bis 27 Liter Milch. Dieser Wert liegt über der heutigen Milchleistung in Deutschland. Wie Nagel weiter schrieb, waren Renners Kühe „so reinlich geputzt wie ein Pferd, das eben an einen Herrschaftswagen eingespannt wird“. Schweizer besorgten die Wartung der Tiere, das Melken und die Käseherstellung. Am Oktoberfest von 1822 hatte Renner den schönsten Stier und die schönste Kuh Bayerns und wurde mit einer doppelten silbernen Medaille ausgezeichnet, denn er habe Polling „durch ungemeinen Aufwand und Thätigkeit zu einer Musterwirthschaft für dasige Gegend umgeschaffen“. 1824 erhielt er von König Wilhelm von Württemberg einen Ostfriesländer Stier und chinesische Schweine.

### Ziegel für die Alte Pinakothek

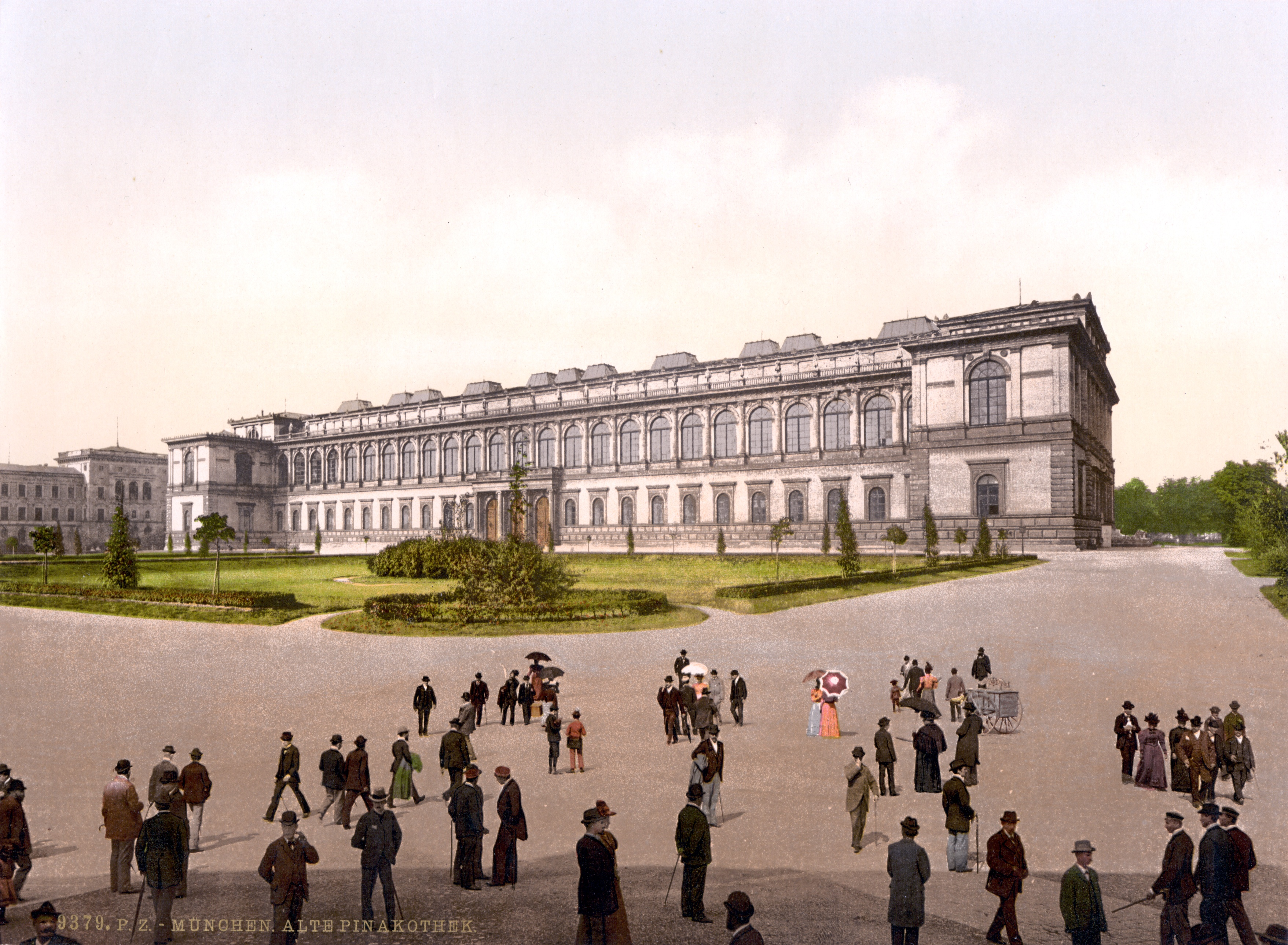
Die mit Ziegeln aus Polling errichtete Alte Pinakothek (Postkarte, 1900).

Da hohen Investitionen tiefe Preise für Landwirtschaftserzeugnisse gegenüberstanden, musste Renner trotz hoher Produktion weiteres Geld aufnehmen, namentlich vom Augsburger Philanthropen Johann Lorenz Freiherr von Schaezler. Er modernisierte auch die Ziegelei des ehemaligen Klosters und lieferte die Backsteine für das Sichtmauerwerk der 1826–1836 errichteten Alten Pinakothek in München. 1827/28 erhielt er vom Staat ein zinsloses Darlehen für den Ausbau der Ziegelei. 1829 wurde er in den Landrat des Isarkreises gewählt, durfte aber als Ausländer 1831 nicht mehr kandidieren. Damals empfahl das bayerische Staatsministerium des Innern den Kreisregierungen seine tönernen Wasserleitungsröhren. 1832 bewarb er sich erfolglos um die Stelle des Direktors der Landwirtschaftlichen Lehranstalt Hohenheim bei Stuttgart.

### Lebensabend an der Seite Eduard Mörikes
1837 konnte Renner seinen finanziellen Verpflichtungen nicht mehr nachkommen, worauf seine Gläubiger Hieronymus von Meyer zum Konkursverwalter bestimmten. Gleichwohl erhielt Renner am Oktoberfest von 1838 die große goldene Medaille „für Einführung verbesserter Ackergeräthe, zweckmäßige Bereitung des Düngers, Vermehrung des Futters und des Viehstandes auf 200 Stück, große Nachzucht von 104 St(ück) in 2 Jahren“. Ludwig Fürst von Oettingen-Wallerstein schrieb 1841, Renner habe das von Hieronymus von Meyer eingeführte Schweizer Vieh durch Kreuzungen „zu einer eigenthümlichen Raçe von eminenter Größe, Kraft, Beweglichkeit, Fleischgüte, Mastbarkeit und Milcherzeugung“ entwickelt und „den Viehstand der ganzen Umgegend gehoben“. 1843 übernahm Renners damaliger Hauptgläubiger Polling. Der Fürst von Oettingen-Wallerstein verpachtete dem Major darauf das Klostergut  Kirchheim am Ries in Württemberg. Doch schon 1846 war Renner erneut insolvent. Den Lebensabend verbrachten er und seine Frau in Bad Mergentheim an der Seite ihres Verwandten, des Dichters Eduard Mörike (1804–1875). Ihre einzigen überlebenden Kinder Albrecht (1805–1879) und Karl (1815–1873) waren taubstumm und blieben unverheiratet.